# Г. З.
«Г. З.» — вірш Тараса Шевченка, написаний 1848 року на Косаралі. Він присвячений Ганні Закревській.

## Написання
Збереглося кілька чистових автографів вірша: чистові автографи у «Малій книжці» та у «Більшій книжці». Автографи не датовано.
Вірш датується дослідниками за місцем автографа у «Малій книжці» серед творів 1848 року та часом зимівлі Аральської описової експедиції в 1848—1849 роках на Косаралі, орієнтовно: кінець вересня — грудень 1848 року, та місцем написання — Косарал.
Найраніший відомий текст — чистовий автограф у «Малій книжці», до якої вірш переписано під № 16 у четвертому зшитку за 1848 рік, орієнтовно наприкінці 1849-го чи на початку 1850 років (до арешту 23 квітня), з невідомого ранішого автографа. Під час переписування Шевченко закреслив описку у рядку 28, зробив виправлення у рядках 58 і 62. Текст без назви. 1858 року, не раніше 18 березня і не пізніше 22 липня, вірш перенесено з багатьма змінами з «Малої книжки» до «Більшої книжки». Твір дістав назву «Г. 3.». Під час переписування Шевченко вніс виправлення в рядки 36 і 61. Пізніше, повернувшись до тексту, він замінив слова в рядках 6, 10, закреслив, не подавши новий варіант, перше слово в рядку 7. Першодрук в альманасі «Хата» 1860 року (СПб., стор. 80 — 83) під назвою «На Вкраїну» здійснено за текстом, близьким до нижнього шару автографа в «Більшій книжці» з відмінами в рядках 8, 21, 28, 54. Під віршем неточна дата: «1849. Над Аралом».
Найімовірніше, з «Малої книжки» вірш було переписано до рукописного списку невідомої особи з окремими виправленнями Шевченка кінця 1850-х років, що належав Л. Жемчужникову і не зберігся. У публікації О. Кониського, який подав деякі відміни цього списку, певна кількість варіантів вірша «Г. 3.» збігається з текстом «Малої книжки» (рядки 6, 7, 9, 26, 64). Кониським зафіксовано і значні розходження між так званим списком Жемчужникова й обома Шевченковими автографами — у рядках 8 («Як нині в далекій стороні»), 10 — 12 («Посиніли ще синійше, І лютеє моє горе Погіршало ще лютійше»), 27 («Привітали. Чи жива ти»), 63 («А я, зіронько, в неволі»). Наведені ним рядки 17, 36 — 37 ідентичні тексту «Більшої книжки».

## Публікація
Вперше вірш введено до збірки творів у виданні: «Кобзарь Тараса Шевченка / Коштом Д. Е. Кожанчикова» 1867 року (СПб., стор. 465—467) і того ж року — до видання: «Поезії Тараса Шевченка» також 1867-го (Львів, 1867. — Т. 1. — С. 250—252, де вірш подано за альманахом «Хата» з неточністю у рядку 49 («гнучкий» замість «гнучий»).

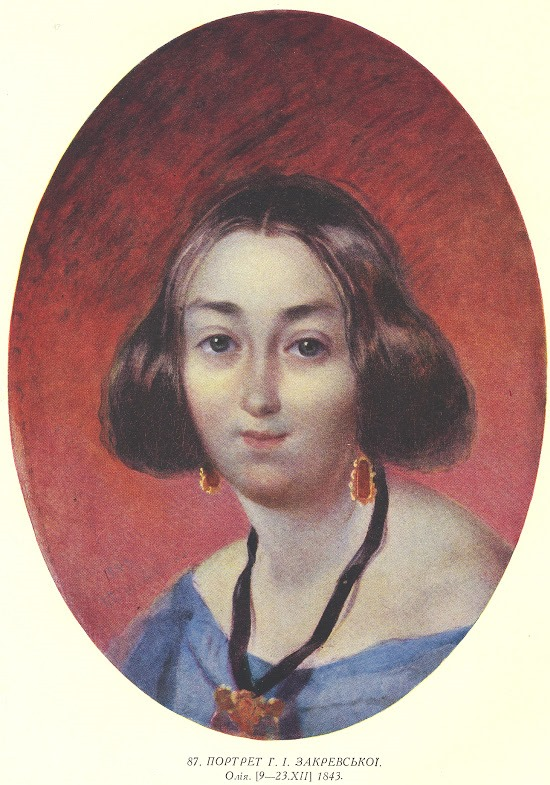
Портрет Ганни Закревської, основної героїні вірша (автор Тарас Шевченко, 1843)

Відомі дослідникам списки твору походять від друкованих джерел. З першодруку в «Хаті» вірш списано у рукописній збірці «Сочинения Т. Г. Шевченка» (1862), у рукописному збірнику «Барвінок. Пісні, вірші та байки» (1863), упорядкованому А. Фесенком тощо. Публікації у «Кобзарі Тараса Шевченка» («Коштом Д. Е. Кожанчикова» або у виданні «Поезії Тараса Шевченка») є джерелом списків у рукописних «Кобзарях» — 1865-го, переписаному Д. Демченком, 1866-го тощо.

## Сюжет
Вірш присвячено Г. Закревській — дружині поміщика П. Закревського, з якою Шевченко познайомився в червні 1843 року на балу в Т. Волховської в с. Мойсівці. Питання про адресата вірша остаточно розв'язала М. Шагінян у монографії «Шевченко» (1941), в якій докладно розглянула взаємини Шевченка і Г. Закревської. З ім'ям Г. Закревської пов'язано також поезію «Якби зострілися ми знову»; обидва твори належать до кращих зразків нечисленної інтимної лірики Шевченка.
Вірш присвячено Ганні Іванівні Закревській (1822—1857), дружині поміщика П. Закревського. Шевченко познайомився з Закревською 29 або 30 червня 1843 року в селі Мойсівці на бенкеті в Т. Г. Волховської, неодноразово приїздив до маєтку Закревських у село Березова Рудка (тепер Пирятинського району Полтавської області), там написав портрети Ганни і Платона Закревських (1843, олія). За натяками у спогадах О. Афанасьєва-Чужбинського («Русское слово», 1861 рік, № 5, стор. 32), іншими посередніми доказами, зібраними М. Шагінян у книжці «Шевченко» (М., 1941 рік, стор. 125—153), Шевченко був закоханий у «Ганну вродливу» (так поет назвав Г. Закревську в листі до В. Закревського від 10 листопада 1843 року). З ім'ям Г. Закревської пов'язаний також вірш «Якби зострілися ми знову», ймовірно, вступна частина поеми «Сліпий».